# NGC 1175
NGC 1175 is een spiraalvormig sterrenstelsel in het sterrenbeeld Perseus. Het hemelobject werd op 24 oktober 1786 ontdekt door de Duits-Britse astronoom William Herschel.

## Synoniemen
- PGC 11578
- UGC 2515
- MCG 7-7-19
- ZWG 540.32